# 윌리엄 J. 포터

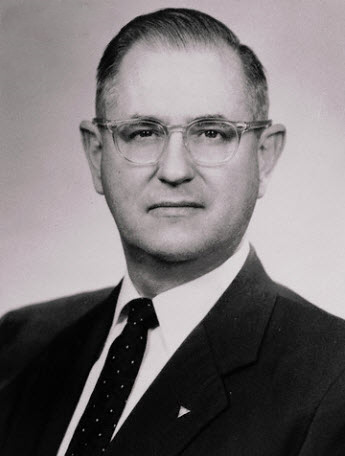

윌리엄 제임스 포터(William James Porter, 1914년 9월 1일 ~ 1988년 3월 15일)는 제8대 대한민국 주재 미국 대사이다.

## 참고
- NNDB 프로필

| 전임 윈슬롭 브라운 | 제8대 주한 미국 대사 1967년 7월 ~ 1971년 9월 | 후임 필립 하비브 |